# Kryzys konstytucyjny w Australii w 1975 roku

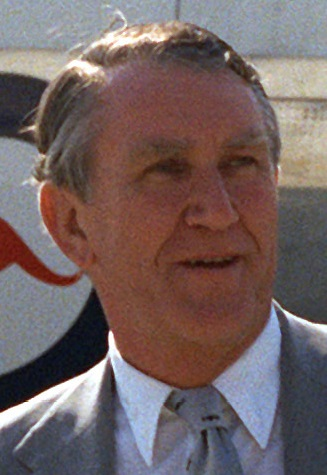
Malcolm Fraser, premier od 11 listopada 1975

Kryzys konstytucyjny w Australii w 1975 roku (ang. 1975 Australian constitutional crisis) – przesilenie polityczne w Australii, mające miejsce w październiku i listopadzie 1975 roku. Najważniejszym wydarzeniem kryzysu było, jedyne w historii Związku Australijskiego, odwołanie premiera federalnego przez gubernatora generalnego wbrew woli większości w Izbie Reprezentantów. 

## Geneza kryzysu

### Wybory z 1972 i 1974
W 1972 Australijska Partia Pracy (ALP) po raz pierwszy od 1949 roku wygrała wybory do Izby Reprezentantów, kończąc tym samym trwające 23 lata nieprzerwane rządy prawicowej koalicji, złożonej z Liberalnej Partii Australii (LPA) i Partii Wiejskiej (CP). Zarazem jednak LPA-CP, stanowiące teraz opozycję, zachowały kontrolę nad Senatem. Lider ALP i jednocześnie premier, Gough Whitlam, doszedł do władzy z bardzo bogatym programem reform. Część z nich udało się zrealizować, lecz inne zostały zablokowane przez Senat. W maju 1974 odbyły się przedterminowe wybory, które gubernator generalny Paul Hasluck rozpisał na wniosek premiera w trybie tzw. podwójnego rozwiązania (double dissolution), co oznaczało przeprowadzenie wyborów zarówno Izby Reprezentantów, jak i do całego Senatu, a nie tylko połowy izby wyższej, jak to ma miejsce w normalnym trybie. Wybory te ponownie przyniosły ALP większość w Izbie, lecz zakończyły się remisem w Senacie.

### Kontrowersyjne wakaty w Senacie
W kolejnych miesiącach dwóch senatorów opuściło izbę wyższą. Zgodnie z australijskim prawem, w takiej sytuacji senatora na resztę kadencji wskazują władze stanu, z którego został wybrany. Zwyczaj nakazywał jednak, by reprezentował on tę samą partię, co ustępujący senator, tak aby nie naruszać decyzji wyborców. Jako pierwszy mandat senacki stracił w lutym 1975 reprezentujący Nową Południową Walię Lionel Murphy, który był członkiem gabinetu premiera Whitlama jako prokurator generalny i który został nominowany przez premiera do Sądu Najwyższego. Wygaśnięcie jego mandatu sprawiało, iż ze względu na specyfikę australijskiej ordynacji wyborczej w kolejnych wyborach, obejmujących połowę składu Senatu, w Nowej Południowej Walii byłoby wybieranych sześciu senatorów, a nie pięciu, z czego ALP miała realne szanse na cztery mandaty, a nie jak wcześniej zakładano trzy. Tym samym partia zwiększała o jeden mandat swoją przewidywaną siłę w kolejnej kadencji senackiej, co dawało jej szansę na większość. Prawicowa opozycja powszechnie odbierała ten manewr premiera Whitlama jako zagrywkę polityczną. Tego zdania był również ówczesny premier Nowej Południowej Walii Thomas Lewis. Zdecydował się on na złamanie obowiązującej konwencji politycznej - z jego inicjatywy zdominowany przez prawicę Parlament Nowej Południowej Walii wskazał na nowego senatora federalnego nie członka ALP, lecz bezpartyjnego byłego samorządowca, Cleavera Buntona. Ostatecznie jego wejście do Senatu nie miało jednak decydującego znaczenia, bowiem Bunton wbrew oczekiwaniom LPA głosował w kluczowych momentach po myśli rządu.
Drugi wakat powstał w czerwcu 1975, kiedy to zmarł Bertie Milliner, senator ALP ze stanu Queensland. Premier tego stanu Joh Bjelke-Petersen, ważny polityk opozycyjnej na szczeblu federalnym Partii Wiejskiej, zażądał od ALP przedstawienia listy trzech kandydatów, spośród których mógłby wybrać nowego senatora. Bjelke-Petersen powoływał się tu na następującą interpretację istniejącego zwyczaju politycznego: nowy senator musi być z tej samej partii, co poprzedni, ale władze wysuwającego go stanu mają pewną swobodę w wyborze kandydata spośród polityków tejże partii. Z kolei ALP stała na gruncie odmiennej interpretacji, wedle której to partia wybiera nominata, a procedura stanowa jest tylko formalnością. Dlatego też do gubernatora trafiła lista zawierająca tylko jedno nazwisko. Bjelke-Petersen pozostał nieugięty i mianował nowym senatorem Alberta Fielda, który wprawdzie formalnie był członkiem ALP, lecz głęboko nie zgadzał się z przywództwem własnej partii i po zajęciu miejsca w Senacie zachowywał się jak polityk opozycyjny, tym samym burząc równowagę w izbie wyższej i dając opozycji możliwość blokowania kluczowych ustaw. 

### Nowe mandaty w Senacie
Kolejnym wydarzeniem przybliżającym kryzys była decyzja Sądu Najwyższego Australii z 10 października 1975, która uznawała za zgodną z konstytucją ustawę dającą Terytorium Północnemu i Australijskiemu Terytorium Stołecznemu, dotąd nie reprezentowanym w federalnej izbie wyższej, po dwa miejsca w Senacie. Spodziewano się, że ALP zdobędzie co najmniej po jednym mandacie senackim w każdym z terytoriów, co oznaczałoby, że po najbliższych wyborach rząd może uzyskać większość w obu izbach. 

## Przebieg kryzysu

### Blokada w Senacie
Wobec powyższych wydarzeń opozycja, której liderem był wówczas Malcolm Fraser, zażądała rozpisania kolejnych wyborów w trybie podwójnego rozwiązania, czyli do pełnego składu obu izb jednocześnie. Sondaże wskazywały, że prawica odniesie w nich pewne zwycięstwo. Premier Whitlam odmówił, wobec czego LPA i CP, korzystając ze swej przewagi w Senacie, zaczęły blokować ustawy budżetowe, co stwarzało zagrożenie dla bieżących wydatków budżetu i w konsekwencji dla funkcjonowania państwa. Premier Whitlam próbował udowadniać, iż jest niezgodne z modelem westminsterskim, na którym opartym jest ustrój polityczny Australii. Wywodził to z faktu, iż w Wielkiej Brytanii, której ustrój stanowi wzorzec modelu westminsterskiego, wyższa izba parlamentu (Izba Lordów) jest w przypadku ustaw budżetowych znacznie słabsza w swych kompetencjach niż izba niższa. W Australii nie istniały jednak jasne normy konstytucyjne, które kazałyby traktować Senat jak Izbę Lordów, wobec czego opozycja odrzucała takie rozumowanie. Dodatkowo Whitlam zapowiadał, że jeśli Senat nie ugnie się przed jego oczekiwaniami, to jest on gotowy wbrew prawu, ale w imię wyższego dobra, finansować potrzeby państwa zaciągniętymi bez zgody parlamentu pożyczkami. Zapowiedział też, iż rozwiąże parlament, ale w zwykłym trybie, przewidującym odnowienie tylko połowy składu Senatu. To z kolei, biorąc pod uwagę opisane wyżej zawiłości ordynacji wyborczej, mogłoby utrzymać impas na kolejną kadencję lub wręcz (na co liczył premier) rozwiązać go na korzyść ALP. 

### Działania gubernatora generalnego
Urzędujący od lipca 1974 gubernator generalny John Kerr uznał, iż sytuacja ta urasta do poważnego kryzysu politycznego, co pozwala mu uruchomić swoje tzw. reserve powers, czyli kompetencje, które w normalnych warunkach gubernator generalny wykonuje tylko w ścisłym porozumieniu z rządem, lecz w sytuacjach szczególnych ma prawo użyć ich samodzielnie. Do kompetencji tych należą m.in. odwoływanie premiera oraz skracanie kadencji parlamentu. Kerr, sam będąc doświadczonym sędzią, byłym prezesem Sądu Najwyższego Nowej Południowej Walii, dodatkowo konsultował jeszcze swoją interpretację z prezesem federalnego Sądu Najwyższego, Garfieldem Barwickiem, który jednak zanim trafił do tegoż sądu był aktywnym politykiem prawicy. Barwick przygotował dla Kerra pisemną opinię potwierdzającą jego nadzwyczajne uprawnienia. Konsultacje te były jednak utrzymywane w ścisłej tajemnicy przed premierem, bowiem Kerr obawiał się, iż gdy tylko Whitlam poczuje się zagrożony przez gubernatora, natychmiast poprosi królową Elżbietę II o jego zwolnienie, ta zaś, zgodnie ze zwyczajem konstytucyjnym dającym premierowi kontrolę nad obsadą stanowiska gubernatora generalnego, nie będzie mogła odmówić. Jednocześnie Fraser wywierał na Kerra presję w tej sprawie, grożąc mu publiczną krytyką jego indolencji. 
Kerr próbował doprowadzić do kompromisu między rządem i opozycją poprzez propozycję, aby w zamian za przegłosowanie przez Senat ustaw budżetowych, premier zagwarantował, iż parlament nie zostanie rozwiązany w zwykłym trybie przez co najmniej pół roku. Whitlam kategorycznie odmówił jednak kompromisu. 

### Zmiana premiera

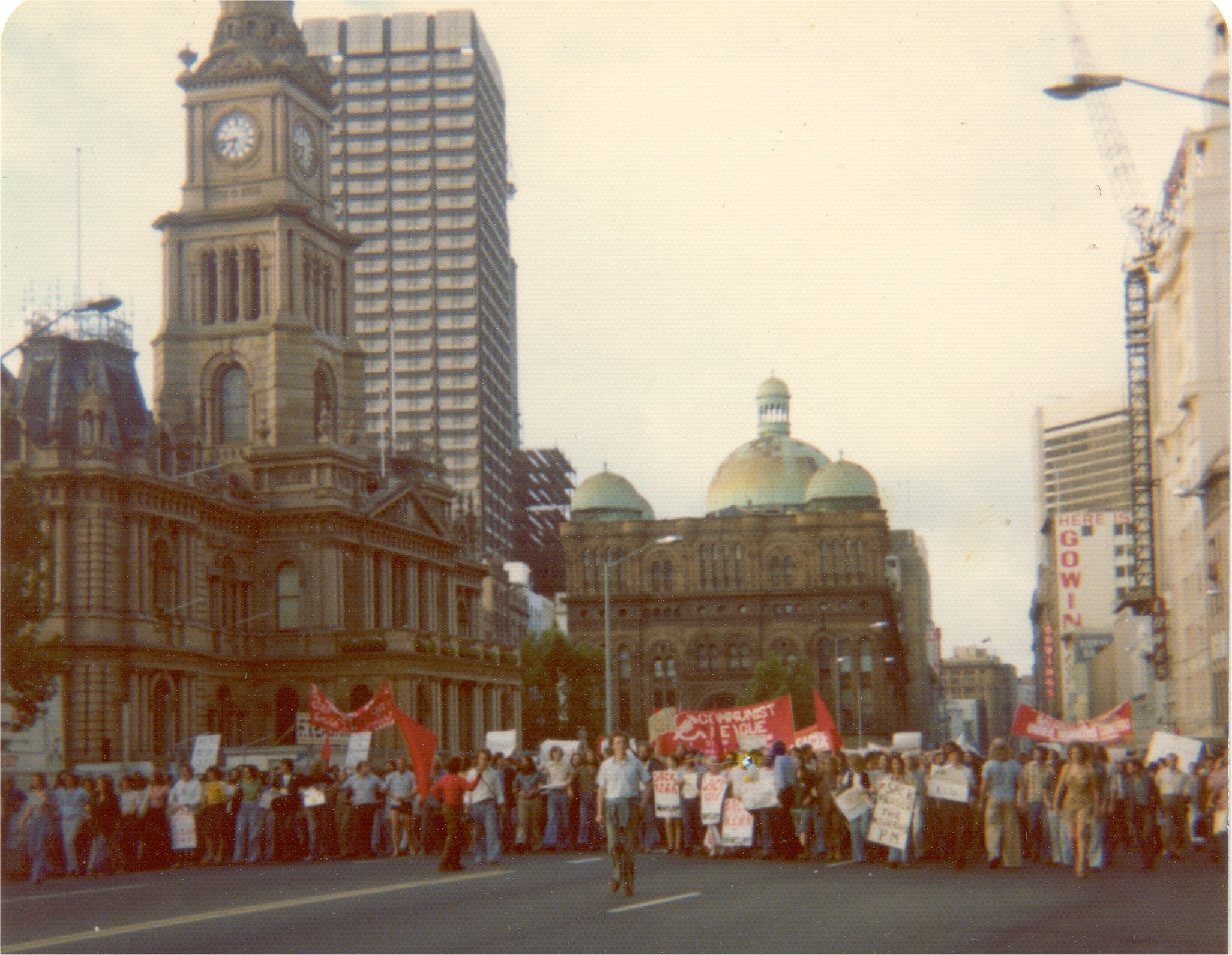
Manifestacja zwolenników Whitlama w Sydney, zorganizowana na wieść o jego dymisji

Rano w dniu 11 listopada 1975 odbyły się rozmowy ostatniej szansy między rządem i opozycją, które nie przyniosły rezultatu. Premier zapowiedział, że jeszcze tego samego dnia spotka się z gubernatorem generalnym i złoży wniosek o rozpisanie przedterminowych wyborów w zwykłym trybie. Wniosek taki byłby de facto wiążący dla gubernatora i spowodowałby wybory w wariancie niekorzystnym dla opozycji. Gdy gubernator Kerr dowiedział się o tym, jeszcze przed spotkaniem z premierem Whitlamem skontaktował się z liderem opozycji Fraserem i zaproponował powierzenie mu funkcji tymczasowego premiera pod następującymi warunkami:
- Fraser niezwłocznie wystąpi o rozwiązanie parlamentu w trybie podwójnego rozwiązania
- Senat przegłosuje zainicjowane przez rząd Whitlama ustawy budżetowe
- do czasu wyborów Fraser będzie jedynie administrował państwem, zaś wszelkie poważniejsze reformy i decyzje polityczne podejmie dopiero po ewentualnych wygranych wyborach.

Fraser zgodził się na takie rozwiązanie. W efekcie Kerr, gdy tylko przybył do niego premier Whitlam, niezwłocznie wręczył mu dymisję, zanim jeszcze Whitlam zdążył formalnie przedstawić wniosek o rozwiązanie parlamentu. Premier zareagował na to osłupieniem i zapytał, czy Kerr konsultował tę decyzję z Pałacem Buckingham, na co Kerr odparł, iż nie miał takiego obowiązku, a dodatkowo ma opinię sędziego Barwicka. Dla Whitlama było to ogromne zaskoczenie, bowiem wcześniej był pewien lojalności Kerra, nazywał go wręcz "moim wicekrólem". Na koniec Kerr życzył ustępującemu premierowi powodzenia w nadchodzących wyborach. Zaraz po wyjściu Whitlama Kerr spotkał się z Fraserem, którego nominował na tymczasowego premiera Australii. Wkrótce potem podpisał decyzję o rozwiązaniu parlamentu, którą kontrasygnował już Fraser jako nowy premier. W tym samym czasie posłowie ALP przegłosowali w Izbie Reprezentantów wotum nieufności dla nowego premiera, lecz gubernator generalny uznał je za nieważne twierdząc, iż parlament ten był już wówczas rozwiązany. Rozgoryczony Whitlam powiedział w przemówieniu: "Możemy rzec Boże, chroń królową, bo nic nie uchroni gubernatora generalnego". Nazwał też Frasera "kundlem Kerra" (Kerr's curr).

## Konsekwencje
Kryzys konstytucyjny wywołał duże różnice opinii wśród australijskiego społeczeństwa. Australijski historyk Manning Clark opisywał je następująco (odnosząc się po części do faktu, iż to Whitlam nominował Kerra na urząd gubernatora):

W opinii większości konserwatystów gubernator generalny odważnie ocalił społeczeństwo australijskie od rządu, który, według nich, miał zamiar zniszczyć same fundamenty cywilizowanego zachowania w społeczeństwie. Według zwolenników Partii Pracy gubernator generalny był, i zawsze byłby, winny aktu zdrady wobec swych przyjaciół; wykorzystał również swój wysoki urząd, aby służyć interesom partii politycznej.

Wybory odbyły się 13 grudnia 1975. Prawica odniosła w nich zdecydowane zwycięstwo, zaś Fraser pozostał premierem Australii aż do 1983 roku. W 1977 z jego inicjatywy odbyło się referendum konstytucyjne, w wyniku którego zasada, iż wakaty senackie muszą być uzupełniane politykami z tej samej partii co ustępujący senator, została wpisana do konstytucji. 
Do dziś nie milkną debaty na temat oceny kryzysu, obecnie toczone już w głównie w literaturze i publicystyce historycznej oraz w pracach z zakresu prawa konstytucyjnego. John Kerr bronił swej decyzji aż do śmierci w 1991 roku, uważając ją za słuszną. Z drugiej strony, stał się postacią tak niepopularną wśród części australijskiego społeczeństwa, iż jego oficjalny portret w siedzibie Parlamentu Australii musiał być specjalnie zabezpieczany, aby nie paść ofiarą wandali. Z kolei Gough Whitlam w wywiadzie udzielonym australijskiemu radiu z okazji trzydziestej rocznicy swojej dymisji powiedział, iż choć jego osobiste stosunki z Malcolmem Fraserem uległy znacznej poprawie, odkąd obaj stali się politycznymi emerytami, to jednak nadal złości go myśl o okolicznościach jego odwołania. W 2012 Malcolm Fraser publicznie oddał hołd swemu dawnemu rywalowi, wygłaszając uroczysty wykład w Instytucie im. Whitlama (Whitlam Institute) na University of Western Sydney. Sam Whitlam, w krótkiej zapowiedzi wystąpienia Frasera, stwierdził iż obaj już dawno temu postanowili oddać swoje różnice pod osąd historii. Whitlam zmarł w październiku 2014 r., a Fraser pół roku później. 